# Protaetia mineti
Protaetia mineti är en skalbaggsart som beskrevs av Ruter 1978. Protaetia mineti ingår i släktet Protaetia och familjen Cetoniidae. Inga underarter finns listade i Catalogue of Life.